# Lycophidion depressirostre
Espèce
Synonymes
- Lycophidion jacksoni Boulenger, 1893
- Lycophidion capense uzungwensis Bogert, 1940

Lycophidion depressirostre est une espèce de serpents de la famille des Lamprophiidae. 

## Répartition
Cette espèce se rencontre au Soudan, au Soudan du Sud, en République centrafricaine, en Somalie, au Kenya, en Tanzanie, en Ouganda, et dans le sud de l'Éthiopie.

## Description
Lycophidion depressirostre mesure, pour les mâles, jusqu'à 33 cm dont 4,5 cm pour la queue et, pour les femelles, jusqu'à 40 cm dont 5 cm pour la queue. Cette espèce présente une teinte générale brune.

## Étymologie
Son nom d'espèce, dérivé du latin deprimo, « presser de haut en bas », et rostre, « museau, gueule », lui a été donné en référence à sa morphologie.

## Publication originale
- Laurent, 1968 : A re-examination of the snake genus Lycophidion Duméril & Bibron. Bulletin of The Museum of Comparative Zoology, vol. 136, n. 12, p. 461-482 (texte intégral).